# Parafia św. Barbary w Katowicach
Parafia św. Barbary w Katowicach-Giszowcu – rzymskokatolicka parafia znajdująca się w Katowicach, w dzielnicy Giszowiec. Należy ona do archidiecezji katowickiej, do dekanatu Katowice-Bogucice. Obejmuje ona swoim zasięgiem wiernych z północnej Giszowca (pozostali wierni z Giszowca przynależą parafii św. Stanisława Koski). Parafia została erygowana 19 sierpnia 1984 roku. Kościół parafialny został konsekrowany 23 października 1994 roku. Sąsiadujące ze świątynią probostwo znajdujące się przy ul. Młodzieżowej 10. W 2015 roku do parafii przynależało około 10,7 tys. wiernych.

## Zasięg parafii
Do parafii należą wierni z Katowic (północna część dzielnicy Giszowiec), mieszkający przy ulicach: Agaty, Gościnnej, Karliczka, Kolistej, Kosmicznej 1-31 i 57-62, Kwiatowej, Miłej, Młodzieżowej, Mysłowickiej, Pod Kasztanami (część), Plac Pod Lipami, Przyjaznej, Radosnej, Sputników, Wojciecha 7, 11, 15 i 19.

## Historia
Znaczna rozbudowa osiedla Giszowiec w latach 60. i 70. XX wieku, a wraz z tym wzrost liczby wiernych parafii św. Stanisława Kostki spowodowała konieczność budowy kolejnego kościoła i punktu katechetycznego, które pozwoliłyby objąć opieką duszpasterską wszystkich potrzebujących mieszkańców. W 1983 roku biskup Herbert Bednorz pozytywnie rozpatrzył prośbę o utworzenie nowej parafii na Giszowcu. Pod nowy kościół uzyskano teren pomiędzy ulicami: Młodzieżową, Batalionów Chłopskich i Radosną.
Dnia 20 czerwca 1983 roku papież Jan Paweł II podczas podróży apostolskiej w Katowicach-Muchowcu poświęcił kamień węgielny pod budowę kościoła św. Barbary. Budowniczym kościoła został ksiądz Izydor Harazin, a architektem inż. Zygmunt Fagas. Budowa tymczasowej kaplicy rozpoczęła się w marcu 1983 roku. W miejscu dawnej prowizorycznej kaplicy znajduje się obecnie probostwo. Została ona poświęcona 17 kwietnia 1984 roku przez biskupa Herberta Bednorza.
W dniu 19 sierpnia 1984 roku na mocy dekretu ordynariusza katowickiego z parafii św. Stanisława Kostki wydzielona została nowa parafia pod wezwaniem św. Barbary, a proboszczem został budowniczy kościoła – ksiądz Izydor Harazin. Pierwszym wikariuszem został mianowany ksiądz Romuald Adamski, a w 1985 roku dołączył drugi wikariusz – ksiądz Stanisław Sinka. Do czasu budowy docelowego kościoła życie parafialne odbywało się normalnie – odprawiano msze święte i nabożeństwa, a także działało kilka grup parafialnych, w tym Oaza i Dzieci Maryi.
Kościół św. Barbary był budowany w latach 1985–1994. W budowie kościoła czynny udział wzięło wielu mieszkańców Giszowca. Dnia 7 grudnia 1986 roku biskup Damian Zimoń poświęcił dom katechetyczny, a 15 marca 1989 roku poświęcono kaplicę. 23 października 1994 roku biskup Gerard Bernacki konsekrował kościół. W kaplicy w dniu 24 kwietnia 1996 roku ustanowiono całodzienną adorację Najświętszego Sakramentu.
Rozwijała się działalność parafialna, a ksiądz Izydor Harazin podjął rozległe działania charytatywne, w szczególności dla dzieci i młodzieży, a także dla niepełnosprawnych. 1 września 1998 roku rozpoczęła działalność Świetlica Środowiskowa Profilaktyczno-Wychowawcza im. św. Brata Alberta, a rok później poświęcono oratorium dla młodzieży i nowe probostwo. W 2008 roku ksiądz Izydor Harazin został kanonikiem gremialnym Kapituły Metropolitarnej w Katowicach, a 26 sierpnia 2012 roku przeszedł na emeryturę. Arcybiskup Wiktor Skworc powierzył mu funkcję kapelana katowickiego Stowarzyszenia na Rzecz Niepełnosprawnych, a także opiekuna duchowego Ośrodka Rehabilitacyjno-Edukacyjno-Wychowawczego. Nowym proboszczem został ksiądz Grzegorz Glenc, który pełnił swoją funkcję do śmierci 8 czerwca 2024 roku.

## Proboszczowie
- ks. Izydor Harazin (1984–2012)[3]
- ks. Grzegorz Glenc (2012–2024)[9][10]
- ks. Michał Wilk (administrator od 2024)[11]

## Działalność duszpasterska i charytatywna

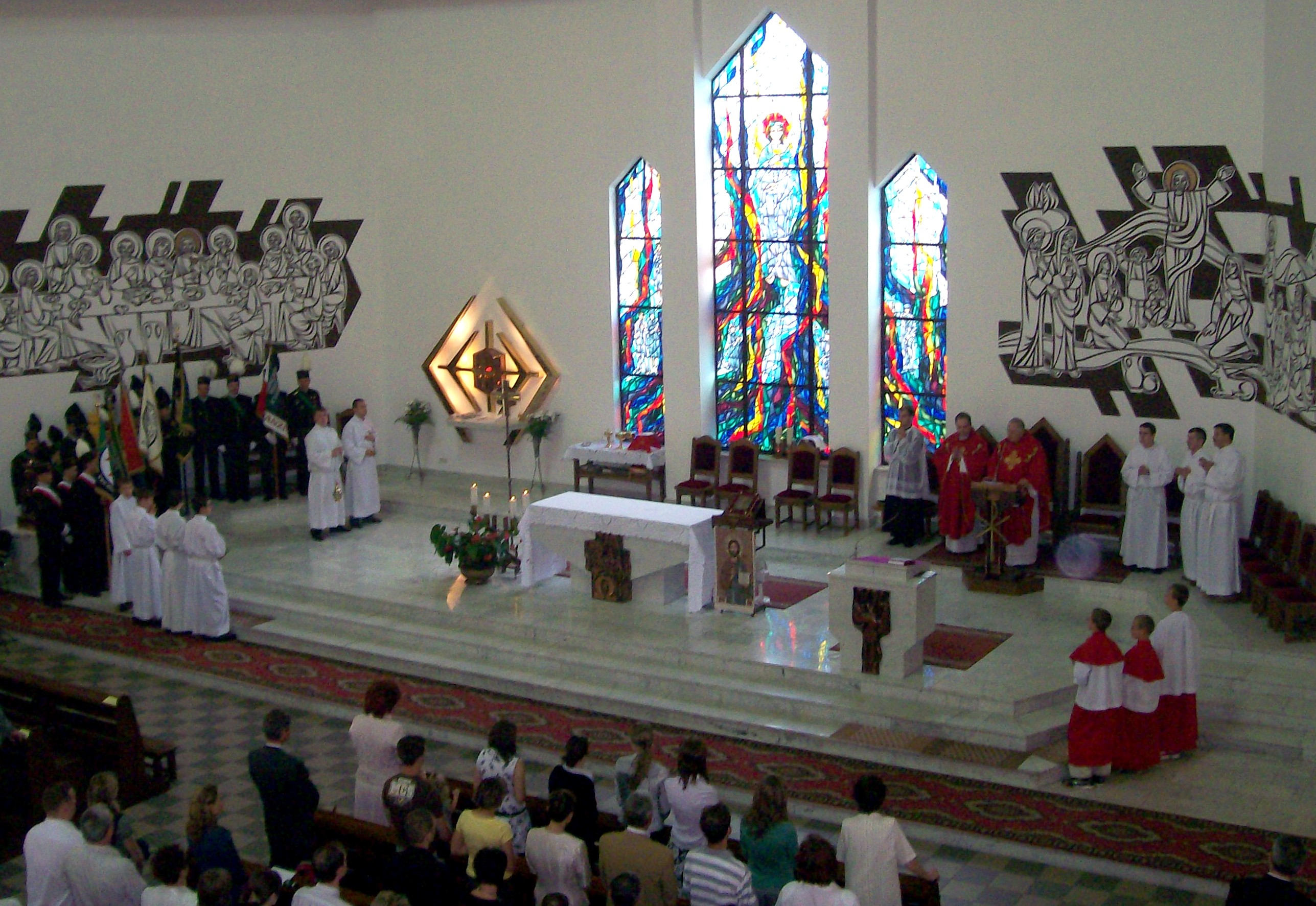
Uroczysta msza święta w dniu 29 czerwca 2008 roku w intencji pracowników Katowickiego Holdingu Węglowego

W parafii w dni powszechnie odbywają się trzy msze święte (dwie w godzinach porannych i jedna wieczorem), natomiast w niedziele i święta odprawianych jest sześć mszy świętych (w tym 4 w godzinach przedpołudniowych i dwie w godzinach popołudniowych). Ponadto w kościele parafialnym odbywają się liczne nabożeństwa, w tym nowenny do Matki Boskiej Nieustającej Pomocy, wieczory uwielbienia, różaniec, nabożeństwa fatimskie. Odbywają się też całodzienne adoracje Najświętszego Sakramentu.
Na terenie parafii działają instytucje charytatywne:
- Świetlica Środowiskowa – placówka opiekuńczo-wychowawcza, dysponująca 50-cioma miejscami dla dzieci. Zapewnia ona opiekę dla dzieci, organizuje prace wychowawcze i opiekuńcze, pomaga w rozwijaniu zainteresowań i w nauce, a także organizuje dla nich wyjazdy[13],
- Poradnia Rodzinna – zapewnia pomoc i wsparcie dla osób i rodzin, w tym w postaci pomocy w rozwiązywaniu konfliktów rodzinnych, wsparcia w procesie wychowania, mediacji, doradztwa zawodowego i prawnego, a także organizacji warsztatów i grup wsparcia[13].

W parafii działają liczne wspólnoty parafialne dla różnych grup wiernych. Są to: Ministranci, Oaza, Dzieci Maryi, Domowy Kościół, Schola Młodzieżowa, Wspólnota Krwi Chrystusa, Chór Parafialny Spes, Legiony Maryi, Wspólnota Mężczyzn św. Józefa, duszpasterstwo młodzieży studiującej i pracującej oraz duszpasterstwo nauczycieli Giszowca.